# Lucy Tejada

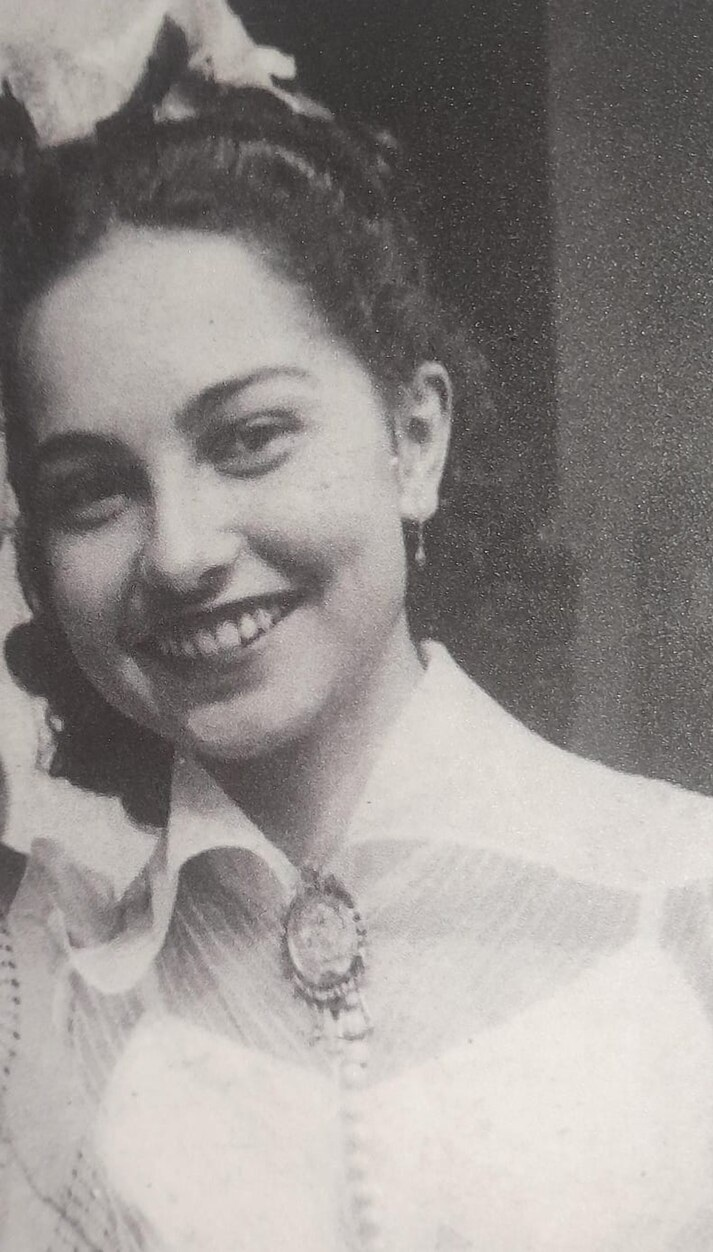
Lucy Tejada Sáenz

Lucy Tejada Sáenz (* 9. Oktober 1920 in Pereira, Kolumbien; † 2. November 2011 in Cali) war eine kolumbianische Malerin.

## Leben und Werk
Tejada legte ihr Abitur am Liceo Benalcazar in Cali ab. Nach dem Tod ihrer Mutter zog sie nach Bogotá, um an der Päpstlichen Universität Xaveriana zu studieren. Von dort ging sie an die Academia Fine Arts Bogotá, wo sie ihren Abschluss machte. Hier lernte sie ihren späteren Ehemann, den Maler Antonio Valencia kennen. Sie studierte an der San Fernando Academy und der School of Graphic Arts in Madrid, Spanien. Nach einem Besuch von La Guajira hatte sie 1947 ihre erste Einzelausstellung. Sie zeigte ihre Arbeiten in der Biennale von Venedig als auch in Mexiko, Brasilien, Argentinien, Puerto Rico und Kuba. Nach ihren Reisen durch Europa kehrte sie nach Cali in Kolumbien zurück. Sie lebte ohne Stipendien und ohne staatliche Unterstützung, immer von dem Verkauf ihrer Werke. Tejada gründete zusammen mit ihrer Familie und nahen Freunden die Lucy Tejada Foundation. Zu Ehren von Lucy Tejada wurde am 30. August 2005 das Lucy Tejada Cultural Center in Pereira eingeweiht. Nach Tejadas Tod und ihrem Testament entsprechend übergab die Familie der Stadt Pereira ihre Bildersammlung mit 163 Werken. Zum Gedenken an ihren 98. Geburtstag veröffentlichte Google am 9. Oktober 2018 ein Google-Doodle.

## Auszeichnungen
- 1957: National prize of Painting
- 1962: Prize of Acquisition
- 1970: First place of the Tenth Festival of Art
- 2008: Verdienstmedaille des Kulturministerium Kolumbiens als Anerkennung für ihr Lebenswerk